# Magnhild Haalke
Magnhild Camilla Haalke, född den 12 augusti 1885 i Vikna i Tröndelag, död den 8 oktober 1984 i Oslo, var en norsk lärare och författare.
Haalke debuterade vid 50 års ålder 1935 med romanen Allis sønn, som anses vara hennes bästa verk och har återutgivits flera gånger. Hon skrev en rad böcker, ofta med samma huvudperson eller släkt. Handlingen är förlagd till tröndersk stadsmiljö. 

## Utgivet på svenska[4]
- 1936 – Allis son Libris 1372000
- 1937 – I selen Libris 1372001
- 1938 – Den korta dagen Libris 1372002
- 1942 – Trine Torgersen Libris 1398898
- 1946 – Röd höst? Libris 1398897
- 1947 – Karenanna Velde Libris 1398896
- 1948 – Kaja Augusta Libris 1398895
- 1951 – Boken om Gry Libris 1452162
- 1954 – Gry och kärleken Libris 1452163
- 2025 – Allis son Libris tclmmll6r56gw54m

## Utmärkelser
- 1949 – Gyldendals legat
- 1953 – Mads Wiel Nygaards legat
- 1980 – Doblougska priset